# Гимназия № 36 (Ростов-на-Дону)
Гимназия № 36 — муниципальное общеобразовательное учреждение в Ростове-на-Дону. Здание построено в 1915 году в стиле модерн по проекту архитектора П. Я. Любимова. Здание гимназии имеет статус объекта культурного наследия местного значения.

## История
В 1906 году статский советник Николай Павлович Степанов открыл в Ростове четырёхклассную мужскую гимназию. Изначально она размещалась в помещении бывшего детского приюта, но через несколько лет Степанов решил построить для гимназии отдельное здание. Новое здание гимназии было построено в 1915 году по проекту ростовского архитектора П. Я. Любимова. В гимназию принимали с 14-15 лет. Плата за обучение в подготовительном классе составляла 100 рублей, а в первом — 130 рублей. С 1916 года в гимназии могли обучаться как мальчики, так и девочки.
Во время гражданской войны гимназия была действующей. В 1920 году она была преобразована в трудовую школу первой ступени № 95. В 1922 году на базе младших классов школы № 95 открыли школу первой и второй ступени № 24 имени Троцкого. С 1926 года — это школа-семилетка № 5 имени Троцкого. В документах 1928 года учебное заведение значилось как Ростовская-на-Дону совтрудшкола-девятилетка № 10. По данным 1938 года — средняя школа № 36 им. М. Горького. В 1962 году в школе № 36 было введено преподавание ряда предметов на английском языке. В 1997 году школа была преобразована в гимназию № 36.
В 2007 году гимназия № 36 вошла в число школ-лауреатов всероссийского конкурса «Лучшие школы России».

## Архитектура и оформление
Кирпичное здание школы имеет три этажа и подвал. Крыша четырёхскатная с шатром на северо-восточной стороне. Кирпичный декор и асимметрия фасада гимназии, сложная форма оконных проёмов позволяют отнести здание к стилю модерн. Лопатки, играющие роль раскреповок, служат для вертикального членения фасада. Горизонтальное членение здания достигается благодаря карнизу на кронштейнах и междуэтажной тяге.
Здание расположено на углу улицы Горького и Соборного переулка. Оно имеет сложную конфигурацию. Рекреационный зал гимназии является композиционным центром здания. К нему примыкают лестницы и классы.
1 сентября 2011 года перед входом в гимназию была установлена скульптура мальчика на глобусе.

## Известные ученики
- Минц, Александр Львович — учёный-радиотехник. Учился в гимназии с 1908 по 1916 год. Об этом свидетельствует установленная в 1977 году мемориальная доска[1].
- Рындзюн, Владимир Ильич — писатель, публицист, журналист, известный под псевдонимом А. Ветлугин; автор произведений «Авантюристы гражданской войны», «Третья Россия», был секретарём и переводчиком А. Дункан и С. Есенина, работал с А. Толстым. Учился в гимназии с 1906 по 1914 год. Награждён золотой медалью[7].